# Bagaces
Bagaces è un distretto della Costa Rica, capoluogo del cantone omonimo, nella provincia di Guanacaste.
Sorse come conseguenza della quasi totale distruzione della città di Esparza a causa dell'incursioni piratesche avvenute nel 1687, anche se di questo non esiste un formale atto di fondazione.
 In quell'anno l'autorità ecclesiastica di León autorizzò l'edificazione di un eremo che fu completato già entro l'anno seguente in un luogo che alcuni ubicano tra i fiumi Tenório e Conobicì, altri sulle sponde di quello che chiamano fiume della Villa Vieja o Aguascaliente, vicino alla strada che oggi conduce da Bagaces a Cañas.

Nel 1790 per decisione del presbitero Nicolás Carrillo y Aguirre la località fu trasferita nella sua attuale collocazione a nord-ovest dell'antica.

Bagaces fu dichiarata centro urbano il 10 novembre 1824, nel 1918 venne elevata a città.